# Шахта «Ґнейзенау»
Ґнейзенау (нім. Gneisenau) — велика вугільна шахта в Рурському кам'яновугільний басейні, Німеччина.

## Характеристика
Видобувала близько 4 млн т вугілля на рік. Входила в концерн «Ruhrkohle AG».

## Технологія розробки
Розробляє 5 пологих і похилих пластів середньою потужністю 2,0 м. Вугілля коксівне. Шахтне поле розкрите 10 вертикальними стовбурами до глибини 800—1120 м. Головний стовбур (один) обладнаний скіповим підйомом. Системи розробки — суцільна і стовпова. Виїмка ведеться в комплексно-механізованих лавах середньою довжиною 219 м; використовуються комбайни і струги. Механізоване кріплення щитового і кущового типів. Управління покрівлею — повним обваленням. При шахті діє збагачувальна фабрика потужністю 1050 т/год.